# Географія Фіджі

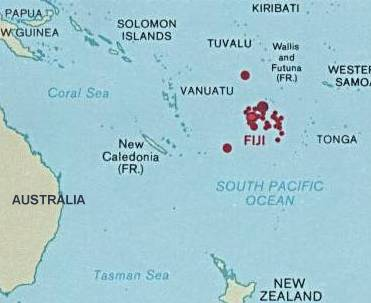
Місцезнаходження Фіджі в Океанії

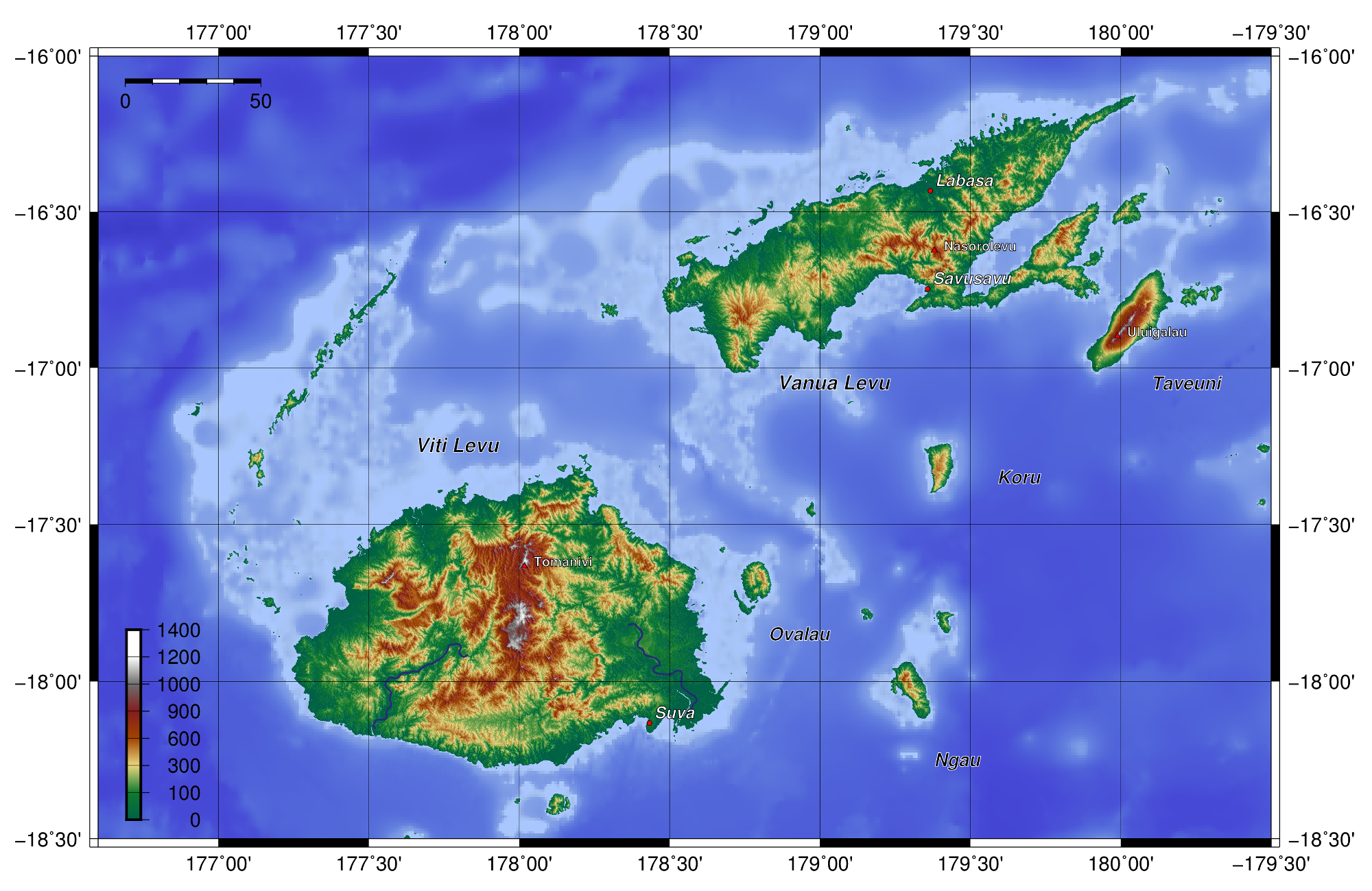
Топографія Фіджі

Фіджі — група вулканічних островів у південній частині Тихого океану, що лежить близько 4450 км. на південний захід від Гонолулу та 1770 км. на північ від Нової Зеландії. З 332 островів і 522 менших острівців, що складають архіпелаг, близько 106 постійно заселені.  Загальний розмір землі - 18 18 272 км2 (7 055 миля2). Він має 1 282 978 км2 (495 361 миля2) за величиною ексклюзивну економічну зону.
Найбільший острів Віті Леву займає близько 57% суші країни, тут розміщені два офіційні міста (столиця Сува та Лаутока) та багато інших великих міст, таких як Наусорі, Вайлека, Ба, Тавуа, Корорву, Насіну, та Наді (місце міжнародного аеропорту), які разом містять близько 69% населення.
Вануа Леву, 64 км. на північ від Віті Леву, охоплює трохи більше 30% суші, хоча тут проживає лише близько 15% населення. Основні міста — Лабаса та Савусаву. На північному сході він має затоку Натева, що вирізає півострів Лоа.
Обидва острови — гірські, з піками до 1 300 м (4 300 фут), які різко піднімаються з берега і покриті тропічними лісами. Проливні дощі (до 304 см. рік) припадають на південно-східну сторону. Низовини на західних ділянках кожного з головних островів захищені горами і мають добре помітний посушливий сезон, сприятливий для таких культур, як цукрова тростина.
Інші острови та групи острівців, які займають лише 12,5% суші та на яких проживає близько 16% населення, включають Тавеуні на південний схід від острова Вануа-Леву та острів Кадаву, на південь від Віті-Леву (третій та четвертий за величиною острови відповідно), Острови Маманука (недалеко від Наді) та острови Ясава (на північ від Маманукас), які є популярними туристичними напрямками, острови Ломавіті (недалеко від Суви) з Левукою, колишньою столицею та єдиним великим містом на будь-якому з менших островів, розташований на острові Овалау, і віддалена група Лау над морем Коро на сході біля Тонги, від якої її відділяє прохід Лакеба .
Два віддалених регіони — Ротума, 400 км. на північ, а також незаселений кораловий атол і набережна Цева-і-Ра або риф Конвей, 450 км. на південний захід від головних островів Фіджі. Культурно-консервативна Ротума з її 2000 людьми складає 44 км2 (17 миля2) та географічно належить Полінезії і користується відносною автономією як фіджийська залежність.
Телевізійне управління Фіджі повідомило 21 вересня 2006 року, що Адміністрація морського руху та безпеки островів Фіджі (FIMSA), переглядаючи свої застарілі морські карти, виявила можливість того, що більше островів може знаходитися в межах ексклюзивної економічної зони Фіджі. 
Більше половини населення Фіджі живе на узбережжях островів — або в Суві, або в менших міських центрах. Внутрішнє середовище малолюдне через нерівну місцевість.

## Статистика
Розташування

Океанія, острівна група в південній частині Тихого океану; Географічні координати:
18°00′ пд. ш. 179°00′ сх. д. / 18.000° пд. ш. 179.000° сх. д.

Площа
- Всього: 18 18 274 км2 (7 056 миля2)
- Земля: 18 18 274 км2 (7 056 миля2) 
- Вода: 0 км2 (0 миля2)

Площа - порівняльна

Трохи менший за Нью-Джерсі; трохи менший за третину розміра Нової Шотландії; трохи менший за Уельс

Берегова лінія

1 129 км (702 миля)
Морські вимоги
- Вимірюється за заявленими архіпелаговими базовими лініями
- Територіальне море: 12 морських миль (22 км; 14 миля)
- Ексклюзивна економічна зона: 1 1 282 978 км2 (495 361 миля2). 200 морська миля (370 км; 230 миля)

Клімат

Тропічний морський; лише незначні сезонні коливання температури
Місцевість
- Переважно гори вулканічного походження, пляжі

Крайня висота
- Найнижча точка: Тихий океан 0 км (0 миля)
- Найвища точка: гора Томаніві 1 324 метри (4 344 фут)

Природні ресурси

Ліс, риба, золото, мідь, морський нафтовий потенціал, гідроенергетика
Землекористування
- Рілля: 9,03%
- Постійні врожаї: 4,65%
- Інше: 86,32% (2011)

Зрошувана земля

30 км2 (12 миля2)   (2003)
Загальні відновлювані водні ресурси

28,55 км3 (6,85 миля3)   (2011)
Відбір прісної води (побутовий / промисловий / сільськогосподарський)
- всього: 0,08 км3/рік (0,019 миля3/рік)   (30% / 11% / 59%)
- на душу населення: 100,1 м3/рік (130,9 ярд3/рік)   (2005)

Природні небезпеки

Циклонічні бурі можуть траплятися з листопада по січень
Навколишнє середовище - актуальні проблеми

Вирубка лісів; ерозія ґрунту

Географія - примітка

Включає 322 острови, з яких приблизно 110 населені

## Тектоніка
Фіджі знаходиться в північно-східному куті Індо-Австралійської плити поблизу місця, де вона занурюється під Тихоокеанську плиту на мікроплиті басейну Північного Фіджі між Північною зоною перелому Фіджі на півночі та зоною перелому Хантера на півдні. Він є частиною Вогняного кільця, нитки вулканів навколо меж Тихого океану.

## Крайні точки
Це список крайніх точок Фіджі, точок, які знаходяться далі на північ, південь, схід чи захід, ніж будь-яке інше місце.
- Найпівнічніша точка — острів Уеа, Ротума, Східний відділ;
- Найбільш східна точка — острів Ватоа, Східний відділ;
- Найпівденніша точка — острів Чева-і-Ра , західний відділ;
- Найзахідніша точка — острів Віва, західний відділ.

## Екологія
На Фіджі понад триста островів, чотири з яких мають значні розміри. Від найбільшого до найменшого ці чотири острови — Віті Леву, Вануа Леву, Острів Кадаву та Тавеуні. На островах Фіджі проживає численна корінна флора і фауна.